# Screwed Blued & Tattooed
Screwed Blued & Tattooed è il secondo album degli Sleeze Beez, uscito nel 1990 per l'Etichetta discografica Atlantic Records.

## Tracce
1. Rock In The Western World
2. House Is On Fire
3. Screwed Blue'N Tattooed
4. Stranger Than Paradise
5. Damned If We Do, Damned If We Don't
6. Heroes Die Young
7. This Time
8. When The Brains Go To The Balls
9. Don't Talk About Roses
10. Girls Girls, Nasty Nasty
11. We Do Rock 'N Roll – solo nella versione originale per la Red Bullet

## Formazione
- Andrew Elt - voce, chitarra, armonica
- Chriz Van Jaarsveld - chitarra, cori
- Don Van Spall - chitarra, cori
- Ed Jongsma - basso, cori
- Jan Koster - batteria, cori